# Supercoppa Sammarinese 2024
La Supercoppa Sammarinese 2024 è stata la 38ª edizione di tale competizione, che si è disputata al San Marino Stadium il 28 agosto 2024, alla quale hanno preso parte la vincitrice del Campionato Sammarinese 2023-2024, Virtus, e la detentrice della Coppa Titano 2023-2024, La Fiorita.

## Le squadre
| Squadre    | Qualificazione                                 | Partecipazioni precedenti (il grassetto indica la vittoria)                        |
| ---------- | ---------------------------------------------- | ---------------------------------------------------------------------------------- |
| Virtus     | Vincitore del Campionato Sammarinese 2023-2024 | 8 (1988, 1997, 2000, 2003, 2004, 2010, 2014, 2023)                                 |
| La Fiorita | Vincitrice della Coppa Titano 2022-2023        | 13 (1986, 1987, 1996, 1997, 2007, 2012, 2013, 2014, 2016, 2017, 2018, 2021, 2022 ) |

## Tabellino
| Arbitro: | Beltrano |

|             |           |  |
| Tortori 59’ | Marcatori |  |